# Kaşıkadası
Kaşıkadası (Grieks: Πίτα (νήσος)) is een onbewoond eiland dat bij de Turkse Prinseneilanden hoort. Het is gelegen voor de kust van Istanbul, in de Zee van Marmara. Bestuurlijk gezien behoort het eiland tot het district Adalar in de provincie Istanbul. Kaşıkadası is 800 meter lang en 280 meter breed. Het eiland ligt tussen Burgazada en Heybeliada en wordt vanwege zijn vorm ook wel Lepel-eiland genoemd. Het eiland is niet toegankelijk.
Burgazada · 
Büyükada ·
Heybeliada · 
Kaşıkadası · 
Kınalıada · 
Sedef Adası · 
Sivriada · 
Tavşanadası · 
Yassıada